# Aonyx cinereus
Lutra cinerea, syn. Aonyx cinereus (видра попеляста) — вид хижих ссавців з родини мустелові (Mustelidae), представник підродини видрові (Lutrinae). Мешкає в Південно-Східній Азії.

## Поширення
Має великий ареал у Південно-Східної Азії. Значною мірою симпатрична з видрою річковою. Живе в прісній воді, полюбляє пагорбові потоки, мангрові ліси, торф'яні болота, рисові поля, озера, струмки, водосховища, канали.

## Морфологія
Маса менше 3.5 кг. Кігті сильно редуковані в розмірах на всіх ступнях. Голова невелика, шия більша, ніж голова, короткі ноги і хвіст сплощений зверху вниз. Шерсть, як правило, коричневого кольору, але іноді кремова або з червонуватим відтінком. Сіруватість кінчиків волосків, через які виду було надане ім'я «cinerea», можна побачити рідко (лат. ciner — «попіл»). Низ світло-коричневий; край верхньої губи, підборіддя, горло і боки шиї та обличчя мають сірувато-білий колір. У Південній Індії, шерсть темніша, ніж в інших місцях. Серцевий ритм тварин під анестезією коливається між 80 і 300 ударів в хвилину.

## Поведінка
A. cinerea веде нічний і сутінковий спосіб життя. Групи до 12–13 осіб можуть харчуватися разом. У неволі тварини надзвичайно грайливі, і дорослим, і неповнолітнім подобається гратись як у воді, так і на суші. A. cinerea має різноманітний вокальний репертуар, який включає в себе принаймні 12 різних звуків, таких як тривога, вітання, і виклик спаровування. У неволі A. cinerea зазвичай плаває під водою зі швидкістю 0,7–1,2 м/с. Поживою є риба, краби, у меншій мірі, змії, жаби і комахи, іноді гризуни, членистоногі.
A. cinerea моногамні і обоє батьків ростять їх потомство. У неволі, самці витрачають більше часу для підтримки гнізда, в той час як самиці витрачають більше часу догляду та навчанню молоді. У неволі і в природі, старші брати та сестри можуть допомагати виховувати підростаюче покоління. Самиці в неволі будують гнізда з трави за 2 тижні до пологів.

## Відтворення
Сезон розмноження поширюється на весь рік. Найраніше сексуальну поведінку A. cinerea в природі спостерігали у віці 18 місяців. У неволі успішний вік для розмноження для самиць становить 2,1 року, для самців 2,8 року. У самиць естральний цикл триває від 28 до 30 днів. Вагітність триває близько 60–86 днів. Кількість дитинчат у приплоді становить від 2 до 7. Новонароджені важать ≈ 50 грамів при народженні та мають 14 см в довжину. Шерсть при народженні сріблясто-сіра, очі закриті до 5 тижнів. Зуби відсутні при народженні. У неволі самиці можуть повести молодь плавати, коли їм 7 тижнів. Тривалість життя в неволі близько 11 років.

## Генетика
A. cinerea має 2n=38 хромосом. X-хромосома метацентрична, тоді як Y-хромосома акроцентрична.

## Загрози та охорона
Світова популяція скорочується. Суттєвою загрозою є руйнування середовища проживання у зв'язку з освоєнням торф'яних болотних лісів і мангрових заростей, насадження чайних і кавових плантацій уздовж пагорбів, замулення малих пагорбових потоків через вирубку лісів. Збільшення припливу пестицидів в потоки з плантацій знижує якість середовища проживання. Загрозою є скорочення видобутку біомаси через надмірну експлуатацію. Забруднення, ймовірно, єдиний найбільший фактор, який викликає скорочення населення багатьох видів риб. Забруднення важкими металами заважає нормальній фізіології A. cinerea, що веде до зниження чисельності населення. Вид знаходиться в додатку II CITES, тим не менше, більшість країн не в змозі контролювати підпільну торгівлю та браконьєрство.